# Рендолф (Міссурі)
Рендолф (англ. Randolph) — місто (англ. city) в США, в окрузі Клей штату Міссурі. Населення — 57 осіб (2020).

## Географія
Рендолф розташований за координатами 39°9′22″ пн. ш. 94°29′35″ зх. д. / 39.15611° пн. ш. 94.49306° зх. д. (39.156068, -94.493125).  За даними Бюро перепису населення США в 2010 році місто мало площу 0,89 км², з яких 0,85 км² — суходіл та 0,05 км² — водойми.

## Демографія
Згідно з переписом 2010 року, у селищі мешкали 52 особи в 24 домогосподарствах у складі 14 родин. Густота населення становила 58 осіб/км².  Було 26 помешкань (29/км²).
Расовий склад населення:
| - 98,1 % — білих - 1,9 % — азіатів |

До двох чи більше рас належало 0,0 %. Частка іспаномовних становила 1,9 % від усіх жителів.
За віковим діапазоном населення розподілялося таким чином: 17,3 % — особи молодші 18 років, 61,5 % — особи у віці 18—64 років, 21,2 % — особи у віці 65 років та старші. Медіана віку мешканця становила 47,5 року. На 100 осіб жіночої статі у селищі припадало 147,6 чоловіків;  на 100 жінок у віці від 18 років та старших — 126,3 чоловіків також старших 18 років.
За межею бідності перебувало 10,7 % осіб, у тому числі 0,0 % дітей у віці до 18 років та 60,0 % осіб у віці 65 років та старших.
Цивільне працевлаштоване населення становило 16 осіб. Основні галузі зайнятості: освіта, охорона здоров'я та соціальна допомога — 25,0 %, роздрібна торгівля — 18,8 %, оптова торгівля — 12,5 %, мистецтво, розваги та відпочинок — 12,5 %.